# Wildflower (1914)
Wildflower is een Amerikaanse dramafilm uit 1914 onder regie van Allan Dwan. De film is wellicht zoekgeraakt.

## Verhaal
Het eenvoudige boerenmeisje Letty Roberts sluit vriendschap met Arnold Boyd, een rijke man uit de grote stad. Kort daarna daagt zijn broer Gerald op. Zijn interesse voor Letty is minder onschuldig en tot ontzetting van Arnold valt ze voor zijn avances. Het stel gaat ervandoor en Arnold reist hen achterna. Hij sleurt de pasgetrouwde Letty bij haar man Gerald vandaan en neemt haar mee naar zijn landgoed. Uiteindelijk blijkt dat het huwelijk ongeldig is, omdat Gerald al getrouwd is. Letty kijkt door het stuurse karakter van Arnold heen en wordt verliefd op hem.

## Rolverdeling
| Acteur             | Personage     |
| ------------------ | ------------- |
| Marguerite Clark   | Letty Roberts |
| Harold Lockwood    | Arnold Boyd   |
| James Cooley       | Gerald Boyd   |
| Edgar L. Davenport | Advocaat      |
| Jack Pickford      | Bud Haskins   |